# Under a Pale Grey Sky
Under a Pale Grey Sky är ett livealbum från 2002 av det brasilianska thrash metal-bandet Sepultura. Albumet spelades in på Brixton Academy i London den 16 december 1996, samma natt som Max Cavalera lämnade bandet.

## Album information
Detta album släpptes av Roadrunner Records efter att Sepultura lämnade skivbolaget. De nuvarande bandmedlemmarna räknar inte denna album som en del av deras diskografi.
Albumets titel är en textrad från titelspåret från deras fjärde album Arise.

## Låtlista

### CD 1
1. "Itsári (Intro)" - 1:27
2. "Roots Bloody Roots" - 3:37
3. "Spit" - 2:27
4. "Territory" - 4:59
5. "Monologo Ao Pé Do Ouvido" (Chico Science & Nação Zumbi cover) - 1:21
6. "Breed Apart" - 4:01
7. "Attitude" - 5:54
8. "Cut-Throat" - 2:53
9. "Troops of Doom" - 2:46
10. "Beneath the Remains / Mass Hypnosis" - 4:00
11. "Born Stubborn" - 4:15
12. "Desperate Cry" - 2:21
13. "Necromancer" - 3:15
14. "Dusted" - 3:59
15. "Endangered Species" - 8:27

### CD 2
1. "We Who are not as Others" - 3:57
2. "Straighthate" - 5:10
3. "Dictatorshit" - 1:35
4. "Refuse/Resist" - 3:52
5. "Arise/Dead Embryonic Cells" - 3:09
6. "Slave New World" - 2:42
7. "Biotech Is Godzilla" - 2:43
8. "Inner Self" - 4:36
9. "Polícia" (Titãs cover) - 2:35
10. "We Gotta Know" (Cro-Mags cover) 3:52
11. "Kaiowas" - 6:12
12. "Ratamahatta" - 5:24
13. "Orgasmatron" (Motörhead cover) - 6:38